# At Barloyd's
At Barloyd's est un coffret de neuf albums en piano solo par Franck Amsallem, Pierre de Bethmann, Vincent Bourgeyx (avec Pierre Boussaguet), Pierre Christophe (avec Olivier Zanot), Laurent Coq, Laurent Courthaliac (avec Clovis Nicolas), Alain Jean-Marie (avec Baptiste Herbin), Fred Nardin (avec Samuel Hubert) et Manuel Rocheman.
Toute la musique est enregistrée dans l'appartement de Laurent Courthaliac, alias « Barloyd ».

## À propos de l'album
L'accordeur Bastien Herbin, accordeur de nombreux pianistes de jazz et frère du saxophoniste Baptiste Herbin, a trouvé dans un hangar un piano des années 1980 abandonné par un festival de musique classique, un Steinway D modèle Grand Concert. Il se lance dans un long processus pour retaper le piano, alors en très mauvais état et injouable, allant jusqu'à poncer le vernis de la table d'harmonie pour le remplacer par un vernis Steinway moderne.
Afin qu'il soit joué et qu'il trouve sa voix, sa couleur, Herbin installe le piano dans l'appartement de Laurent Courthaliac, près de la Place de la République à Paris. C'est un lieu qui accueille régulièrement des jams impromptues jusqu'au bout de la nuit, notamment grâce à la contrebasse et la batterie que le pianiste possède. Il raconte que cet immense instrument, qui mesure 2,74 mètres et pèse plus de 500 kilos, s'est retrouvé à l'étroit dans son salon. Vincent Bessières, directeur du label Jazz&People, propose d'enregistrer des pianistes en solo, Julien Bassères s'occupant de la prise de son. Les enregistrements respectent la règle des trois unités : unité de lieu (l'appartement de Barloyd), de temps (une journée par musicien, même si la plupart sont venus travailler l'instrument la veille), et d'action (des morceaux en piano solo sur le Steinway, avec la possibilité d'avoir un musicien invité). Bastien Herbin et Julien Bassères ont fait quelques ajustements en fonction des pianistes, mais le dispositif est resté le même, le but de la prise de son étant d'immerger l'auditeur dans le salon.
Le répertoire est principalement composé de standards. Thelonious Monk y est très présent avec 6 morceaux ; Ask Me Now est d'ailleurs joué deux fois, par Pierre Christophe et Alain Jean-Marie (il s'agit du seul doublon). Laurent Coq s'est surtout livré à des improvisations, et Pierre de Bethmann joue principalement son propre répertoire.
L'aîné des pianistes est Alain Jean-Marie, 72 ans au moment de l'enregistrement, le plus jeune est Fred Nardin, 31 ans au moment de l'enregistrement.
Le coffret est sorti sur le label participatif Jazz&People, fondé par Vincent Bessières, et a bénéficié d'un financement participatif sur KissKissBankBank. Le livret est illustré par des photos de Paris par Laurent Castanet.

## Réception critique
Le coffret est salué par la critique (Télérama, Libération, Télématin), qui souligne qu'il offre un beau panorama du piano jazz en France. Sur FIP, At Barloyd's est « L'album Jazz de la semaine », il est également « choc » de Jazz Magazine.
Pour L'Humanité, « Chacun [des disques] mériterait des compliments, tant la qualité est au rendez-vous. La diversité des parcours contribue à la luxuriance du coffret », avec une « mention spéciale à Laurent Coq, pour l’impromptu qu’il débusque au détour d’un accord et pour l’intériorité de son « chant » pianistique ». La journaliste exprime toutefois un regret : l'absence de femmes dans ce programme.